# Ustavno pravo
Ustavno pravo je naziv za granu prava koja uređuje osnove društveno-političko uređenje, odnosno organizaciju vlasti neke države, odnosno temeljna prava i dužnosti njenih državljana. Ustavno pravo je najčešće kodificirano u obliku pisanog ustava koji predstavlja temeljni pravni akt neke zemlje, ali njegov izvor također mogu biti posebni tzv. organski zakoni, običaji, ustavne konvencije i sudska praksa. Ponekad se, pogotovo u starijoj pravnoj literaturi, kao sinonim koristi i izraz državno pravo.

## Vanjske poveznice
- Katedra za Ustavno pravo Pravnog fakulteta u Zagrebu  Arhivirana inačica izvorne stranice od 3. svibnja 2016. (Wayback Machine)